# Уникум (теплоход)
«Уникум» — пассажирский теплоход индивидуального проекта, построенный в городе Чкаловск в 1938 году и прошедший полную модернизацию в 2011 году в поселке Белый Городок Кимрского района Тверской области.

## Описание теплохода
На момент постройки длина теплохода составляла 26,5 м, ширина 5,8 м, главный двигатель — 4СД 19/32 мощностью 140 л. с. (с 1956 года — 3Д6 мощностью 150 л. с.), дизель — Д16/20 «Пионер» мощностью 15 л. с. После модернизации длина составляет 32,5 м, ширина 6,5 м, главный двигатель — мощностью 190 л.с., дизельгенератор — 30 кВт, судно стало 3-палубным. На нижней палубе находятся три гостевые каюты; на главной палубе — банкетный зал; на верхней палубе — прогулочная площадка, рубка, две каюты для команды.

## История
Теплоход «Уникум» был построен в 1938 году в городе Чкаловск (Нижегородская область), к открытию Канала имени Москвы в качестве ассенизационного судна для сбора сточных и нефтесодержащих вод с судов, эксплуатирующихся на канале имени Москвы. Осуществлял перевозки секретных документов в 1960-е годы. Впоследствии использовался для прогулок первых лиц государства.
После распада СССР судно стало принадлежать ОАО «Северный порт». В связи с тем, что на тот момент пассажирские перевозки не производились, судно переделали в водолей и использовали по этому назначению и для сбора фекалий. В 1990-е годы теплоход был перестроен. В фекальном трюме сделали перепланировку и оборудовали каюты (одну общую, с овальным столом, две с парой диванов друг напротив друга в каждой).
С 2001 года «Уникум» перевели в разряд служебно-разъездного. Теплоход перевозил плавсостав ОАО «Северный порт». В 2000-х годе теплоход перестал обслуживаться.
В 2009 году выкуплен частным лицом; была сделана полная модернизация теплохода. С мая 2011 года используется как судно класса люкс.

## Интересные факты
С 1960 по 1999 год капитаном на теплоходе «Уникум» работал Вартан Арташесович Ванециан, который в то же время являлся внештатным администратором и оператором телепередачи «Утренняя почта». Благодаря этому, теплоход приобрел славу в кругу звезд российской эстрады. В 1990-х года на теплоходе снимали программы «Аншлаг», «Утренняя почта», концерт Екатерины Шавриной, клипы группы «Доктор Ватсон» на песню Утёсова «Пароход», Александра Серова на песню «Ты меня любишь», Лоры Квинт и Андрея Билля на песню «Милый капитан», Лены Зосимовой на песню «Не сходи с ума» и группы «Мона Лиза».
На теплоходе также снимался финал третьего сезона сериала Мир! Дружба! Жвачка!.